# مارفالي ويك
مارفالي هندريكس ويك (بالإنجليزية: Marvalee Wake)‏ (من مواليد 31 يوليو 1939) هي عالمة أمريكية وأستاذ في جامعة كاليفورنيا في بيركلي، معروفة بأبحاثها في بيولوجيا القفصيات (عديمات الأرجل) والتنمية الفقارية وتطورها. زميلة غوغنهايم عام 1988، وقد شغلت منصب رئيسة المعهد الأمريكي للعلوم البيولوجية، والجمعية الأمريكية لعلماء الأسماك وعلماء الزواحف، وجمعية البيولوجيا التكاملية والمقارنة، والاتحاد الدولي لعلوم الأحياء، والجمعية الدولية للمرفرفات الفقارية. وهي زميلة في الجمعية الأمريكية لتقدم العلوم وأكاديمية كاليفورنيا للعلوم ، وعضو في الأكاديمية الأمريكية للفنون والعلوم .

## روابط خارجية
- الملف الشخصي للكلية ، جامعة كاليفورنيا في بيركلي قسم الأحياء التكاملية
- مختبر مارفالي إتش ويك